# Ishii Shiro
Ishii Shirō (石井 四郎; sinh ngày 25 tháng 6 năm 1892 - mất ngày 9 tháng 10 năm 1959) là một Tổng Y sĩ, nhà vi trùng học, sĩ quan quân y và tội phạm chiến tranh người Nhật Bản, từng là giám đốc của Đơn vị 731, một đơn vị chiến tranh sinh học khét tiếng tàn ác của Lục quân Đế quốc Nhật Bản.
Ishii đã lãnh đạo việc phát triển và ứng dụng vũ khí sinh học tại Đơn vị 731 ở Mãn Châu trong Chiến tranh Trung-Nhật lần thứ hai từ năm 1937 đến năm 1945, bao gồm cả các cuộc tấn công bệnh dịch hạch tại các thành phố Trường Đức và Ninh Ba của Trung Quốc, và lên kế hoạch cho "Chiến dịch Hoa anh đào vào ban đêm", tấn công sinh học chống lại Mỹ. Ishii và Đơn vị 731 đã tham gia vào cuộc thí nghiệm cưỡng bức người trên dân thường và tù nhân chiến tranh dẫn đến cái chết của hơn 10.000 người và chịu trách nhiệm cho một số tội ác chiến tranh khét tiếng nhất của Đế quốc Nhật Bản trong Chiến tranh Thái Bình Dương. Ishii và Đơn vị 731 đã được Hoa Kỳ cấp quyền miễn trừ tại Tòa án Quân sự Quốc tế về Viễn Đông để trao đổi thông tin và nghiên cứu cho chương trình chiến tranh sinh học của Hoa Kỳ sau cuộc chiến.

## Tiểu sử

### Những năm đầu
Shirō Ishii sinh ngày 25 tháng 6 năm 1892 tại Shibayama thuộc tỉnh Chiba, Nhật Bản, là con trai thứ tư của Katsuya Ishii, một địa chủ và là nhà sản xuất rượu sake giàu có ở địa phương. Ishii theo học trường Hoàng gia Chiba ở thành phố Chiba và trường Trung học Đệ tứ ở Kanazawa, tỉnh Ishikawa trước khi theo học ngành y tại Đại học Hoàng gia Kyoto. Bằng trí nhớ siêu phàm của mình, Ishii đã tốt nghiệp với tấm bằng xuất sắc của Đại học Kyoto vào năm 1920. Năm 1921, Ishii được đưa vào Quân đội Đế quốc Nhật Bản với tư cách là bác sĩ phẫu thuật quân sự với cấp bậc Bác sĩ phẫu thuật quân đội, Hạng hai (trung úy bác sĩ phẫu thuật). Năm 1922, Ishii được bổ nhiệm vào Bệnh viện Quân đội 1 và Trường Y tế Quân đội ở Tokyo, nơi công việc của ông đã gây ấn tượng với cấp trên, đủ để ông được học sau đại học y khoa tại Đại học Hoàng gia Kyoto hai năm sau đó. Trong quá trình học, Ishii thường nuôi "thú cưng" vi khuẩn trong nhiều đĩa petri, và thói quen kỳ quặc của anh là nuôi vi khuẩn làm bạn đồng hành hơn là đối tượng nghiên cứu khiến anh được các nhân viên của trường đại học chú ý. Năm 1925, Ishii được thăng cấp làm bác sĩ phẫu thuật Quân đội, Hạng nhất (đội trưởng bác sĩ phẫu thuật).

### Dự án chiến tranh sinh học
Đến năm 1927, Ishii vận động thành lập một chương trình vũ khí sinh học của Nhật Bản, và vào năm 1928, ông bắt đầu chuyến công du hai năm đến phương Tây, nơi ông đã nghiên cứu sâu rộng về tác động của chiến tranh sinh học và các diễn biến của chiến tranh hóa học từ Thế chiến thứ nhất trở đi. Chuyến đi của Ishii rất thành công và giúp ông giành được sự bảo trợ của Sadao Araki, Bộ trưởng Bộ Quân đội Nhật Bản. Ishii cũng nhận được sự hậu thuẫn của đối thủ có ý thức hệ của Araki trong quân đội, Thiếu tướng Tetsuzan Nagata, người sau này được coi là "người ủng hộ tích cực nhất" của Ishii tại Thử nghiệm Tội phạm Chiến tranh Khabarovsk. Vào tháng 1 năm 1931, Ishii được thăng cấp lên bác sĩ phẫu thuật quân đội cao cấp, Hạng ba (thiếu tá bác sĩ phẫu thuật).
Năm 1935, Ishii được thăng chức bác sĩ phẫu thuật quân đội cao cấp, Hạng nhì (trung tá bác sĩ phẫu thuật). Vào ngày 1 tháng 8 năm 1936, Ishii sẽ được trao quyền kiểm soát chính thức Đơn vị 731 và các cơ sở nghiên cứu của nó. Trong những cơ sở này, Ishii và người của anh ta sẽ thực hiện những thí nghiệm ghê tởm đối với người sống, bao gồm nhưng không giới hạn, việc sinh sản và tình dục của chuột bệnh dịch và lây nhiễm tiếp theo cho các đối tượng sống, cưỡng bức mang thai, gây tê cóng bằng cách gây mê và cố gắng chữa khỏi bệnh mà không cần thuốc mê, và mở rộng tầm nhìn trên các đối tượng nhận thức đầy đủ với ít hoặc không dùng thuốc giảm đau. Vào cuối cuộc chiến, Ishii sẽ phát triển một kế hoạch lây lan bọ chét bệnh dịch hạch dọc theo bờ biển phía tây đông dân của Hoa Kỳ, được gọi là Chiến dịch Hoa anh đào vào ban đêm. Kế hoạch này không thành hiện thực do Nhật Bản đầu hàng vào ngày 15 tháng 8 năm 1945. Ishii và chính phủ Nhật Bản đã cố gắng che đậy các cơ sở và thí nghiệm, nhưng cuối cùng các phòng thí nghiệm đại học bí mật của họ ở Tokyo và phòng thí nghiệm chính của họ ở Cáp Nhĩ Tân, Trung Quốc cũng bị phát hiện. Triển lãm tội ác chiến tranh của đơn vị 731 Quân đội Nhật Bản (731罪证陈列馆) tại Cáp Nhĩ Tân cho đến ngày nay là một bảo tàng trưng bày những tội ác mà đơn vị 731 đã phạm.

### Được miễn trừ tội phạm chiến tranh
Ishii đã bị chính quyền Hoa Kỳ bắt giữ trong thời kỳ Nhật Bản chiếm đóng vào cuối Thế chiến II và cùng với các nhà lãnh đạo khác, được cho là đã bị chính quyền Liên Xô thẩm vấn kỹ lưỡng. Thay vào đó, Ishii và nhóm của ông đã cố gắng đàm phán và nhận được quyền miễn trừ khỏi bị truy tố tội ác chiến tranh của Nhật Bản vào năm 1946 trước tòa án Tokyo để đổi lấy sự tiết lộ đầy đủ của họ. Mặc dù các nhà chức trách Liên Xô mong muốn các vụ truy tố diễn ra, nhưng Hoa Kỳ đã phản đối sau báo cáo của các nhà vi sinh vật điều tra của Hoa Kỳ. Trong số này có Tiến sĩ Edwin Hill, Chỉ huy trưởng Pháo đài Detrick, người mà báo cáo nói rằng thông tin là "hoàn toàn vô giá" vì nó "không bao giờ có thể được thu thập ở Hoa Kỳ vì những hạn chế gắn liền với các thí nghiệm trên người" và "thông tin được thu thập khá rẻ"  Vào ngày 6 tháng 5 năm 1947, Douglas MacArthur viết cho Washington DC rằng "dữ liệu bổ sung, có thể là một số tuyên bố từ Ishii có thể có được bằng cách thông báo cho người Nhật có liên quan rằng thông tin sẽ được lưu giữ trong các kênh tình báo và sẽ không được sử dụng làm chứng cớ cho 'Tội phạm Chiến tranh'."
Thỏa thuận miễn trừ của Ishii được ký kết vào năm 1948 và ông không bao giờ bị truy tố vì bất kỳ tội ác chiến tranh nào và nơi ở hoặc nghề nghiệp chính xác của ông sẽ được giấu kín từ năm 1947. Richard Drayton, một giảng viên lịch sử Đại học Cambridge, tuyên bố rằng Ishii sau đó đã đến Maryland để tư vấn về vũ khí sinh học. Một số nguồn tin khác lại nói rằng ông ở lại Nhật Bản và mở một phòng khám, nơi khám và điều trị miễn phí cho bất kì ai tới phòng khám của ông. Ishii giữ một cuốn nhật ký nhưng nó không liên quan đến bất kỳ hoạt động thời chiến nào của ông với Đơn vị 731. Ishii được nhìn thấy xuất hiện lần đầu tiên và duy nhất tại buổi họp mặt của các thành viên cũ của đơn vị 731 cũ vào ngày 17 tháng 8 năm 1958 và đọc diễn văn chia tay.

### Cái chết
Ishii qua đời vào ngày 9 tháng 10 năm 1959 vì bệnh ung thư thanh quản ở tuổi 67 tại một bệnh viện ở Shinjuku, Tokyo. Lễ tang của Ishii do Masaji Kitano, chỉ huy thứ hai của ông tại Đơn vị 731 chủ trì. Ishii đã chuyển sang đạo Công giáo ngay trước khi qua đời.

## Văn hóa đại chúng
- Được thể hiện bởi Min Ji-hwan trong bộ phim truyền hình Eyes of Dawn của đài MBC 1991–1992.
- Trong phần 6, tập 7 của The Blacklist (TV series), mang tên General Shiro, một sát thủ sử dụng bọ cánh cứng để nhắm vào các nạn nhân liên quan đến việc tạo ra thuốc trừ sâu. Nhiều tài liệu tham khảo đã được đưa ra liên quan đến Tướng quân Shiro thật.
- Thể hiện bởi Gang Wang trong bộ phim Men Behind The Sun năm 1988.
- Ban nhạc thrash metal người Mỹ Slayer đã phát hành một bài hát về Ishii và tội ác chiến tranh của anh ta có tựa đề Đơn vị 731 trong album World Painted Blood năm 2011 của họ. Bài hát đi theo một mạch tương tự như bài hát nổi tiếng của Slayer về tội phạm chiến tranh phe Trục Josef Mengele, Angel of Death. Giống như Angel of Death, bài hát được viết bởi nghệ sĩ guitar Jeff Hanneman của Slayer, bản thân là một nhà sử học nghiệp dư về Thế chiến 2.
- Được thể hiện bởi Choi Young-joon (vai tướng Kato) trong bộ phim Sinh vật Gyeongseong được công chiếu trên Netflix vào ngày 22 tháng 12 năm 2023.